# Svízel

Svízel (Galium) je široký rod bylin z čeledi mořenovitých, ve které je řazen do podčeledi Rubioideae. Rostliny tohoto rodu, tvořeného asi 400 druhy, se vyskytují ve všech světadílech. Přizpůsobily se různým prostředím a rostou v chladných horských i arktických oblastech, ve vyšších nadmořských výškách tropů, nejvíce druhů se vyskytuje v mírném a subtropickém pásmu.

## Popis
Jsou to rostliny jednoleté nebo vytrvalé s oddenky, tenkými větvenými kořeny a lodyhami vzpřímenými, vystoupavými nebo poléhavými. Lodyhy bývají většinou větvené, někdy mají zpětné háčky, pomoci nichž se opírají o sousední rostliny a často rostou současně s neplodnými prýty. Listy jsou jen lodyžní, nejčastěji přisedlé, úzce podlouhlé nebo kopinaté, mírně kožovité a s jednou žilkou. Listy mají palisty, které bývají od listů nerozeznatelné; přesleny, které spolu zdánlivě vytvářejí, jsou vlastně dva vstřícně vyrůstající listy s palisty, jež srostly nebo se naopak rozdělily na více částí.
Květy ve vrcholících se skládají do úžlabního nebo vrcholového vidlanu či laty, které bývají bohatě rozvětvené. Květy se stopkami bez listenců jsou nejčastěji oboupohlavné, jen někdy jsou postranní květy vrcholíků samčí. Kalich obvykle chybí nebo je silně redukován, kolovitá nebo nálevkovitá koruna se čtyřmi plochými nebo miskovitými plátky má krátkou trubku. Barvu mívá bílou, žlutou, nazelenalou, růžovou nebo fialovou. Semeníky tvořené dvěma plodolisty mají dvě čnělky s kulovitou bliznou. Květy jsou opylovány entomogamně, u některých druhů dochází k autogamii. Plodem je dvounažka rozpadající se na dva merikarpy s hladkým či drsným povrchem nebo s háčky, šíří se většinou pomoci zoochorie.

## Význam
Některé druhy svízele mají léčivé účinky, působí diureticky, odstraňují křeče hladkého svalstva a čistí krev i pokožku. V moderním lékařství však tyto rostliny už zcela ztratily na významu, stejně jako při barvení látek. Také vlastnost některých druhů zaplevelovat pole je silně potlačena.

## Taxonomie
V České republice se vyskytuje těchto 26 druhů svízele a jeden kříženec:
- svízel bahenní (Galium palustre) L.
- svízel bílý (Galium album) Mill.
- svízel bradavčitý (Galium verrucosum) Huds.
- svízel hercynský (Galium saxatile) L.
- svízel lesní (Galium sylvaticum) L.
- svízel moravský (Galium valdepilosum) Heinr. Braun
- svízel mořenovitý (Galium rubioides) L.
- svízel nízký (Galium pumilum) Murray
- svízel okrouhlolistý (Galium rotundifolium) L.
- svízel pařížský (Galium parisiense) L.
- svízel pochybný (Galium spurium) L.
- svízel potoční (Galium rivale) (Sm.) Griseb.
- svízel povázka (Galium mollugo) L.
- svízel prodloužený (Galium elongatum) C. Presl
- svízel přítula (Galium aparine) L.
- svízel rakouský (Galium austriacum) Jacq.
- svízel severní (Galium boreale) L.
- svízel Schultesův (Galium intermedium) Schult.
- svízel sivý (Galium glaucum) L.
- svízel slatinný (Galium uliginosum) L.
- svízel sudetský (Galium sudeticum) Tausch
- svízel syřišťový (Galium verum) L.
- svízel trojrohý (Galium tricornutum) Dandy
- svízel vonný (Galium odoratum) (L.) Scop.
- svízel Wirtgenův (Galium wirtgenii) F. W. Schultz
- svízel zední (Galium murale) (L.) All.
- svízel pomořanský (Galium ×pomeranicum) Retz.[1][2][3][4][5]